# Mégapode de Reinwardt
Megapodius reinwardt
Espèce
Statut de conservation UICN

 LC  : Préoccupation mineure
Le Mégapode de Reinwardt (Megapodius reinwardt) est une espèce de petit mégapode de l'Océanie.

## Description
Il mesure 40 cm de long et a la taille d'un petit poulet domestique avec un plumage foncé, de grandes pattes (d'où son nom) orange et une petite huppe à l'arrière de la tête.

## Alimentation
Il se nourrit de graines, de fruits tombés au sol et de petits invertébrés.

## Reproduction
Comme d'autres mégapodes, il construit des nids où il utilise la chaleur de décomposition des végétaux pour couver les œufs. La construction de nids de 4,5 m de haut et de 9 m de diamètre leur prend toute l'année. Sur les îles de la Sonde, les varans profitent de ces nids pour y pondre leurs propres œufs.

## Répartition
On le trouve dans la Wallacea, dans le Sud de la Nouvelle-Guinée et le Nord de l'Australie.

## Habitat
C'est un oiseau terrestre qui vit dans les forêts et les broussailles.

## Sous-espèces
Selon la classification de référence du Congrès ornithologique international (version 15.1, 2025) :
- Megapodius reinwardt reinwardt Dumont 1823 — Petites îles de la Sonde, îles Kei, îles Aru, sud et sud-est de la Nouvelle-Guinée ;
- Megapodius reinwardt macgillivrayi Gray,GR 1862 — Îles d'Entrecasteaux et les Louisiades ;
- Megapodius reinwardt tumulus Gould 1842 — nord du Territoire du Nord ;
- Megapodius reinwardt yorki Mathews 1929 — nord et centre de la Péninsule du Cap York ;
- Megapodius reinwardt castanonotus Mayr 1938 — sud-est de la Péninsule du Cap York.

## Galerie

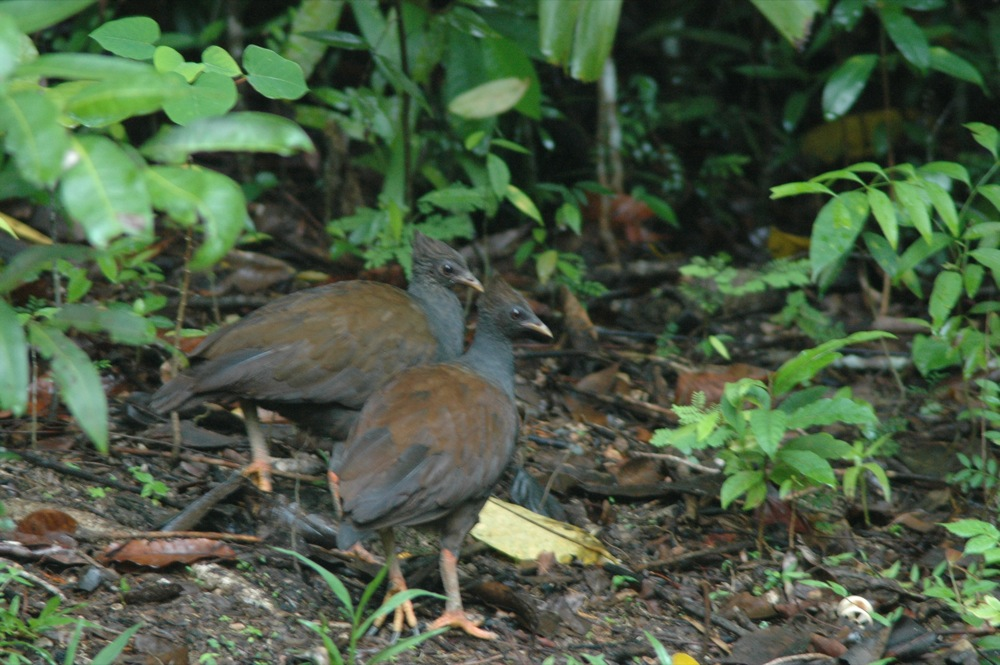
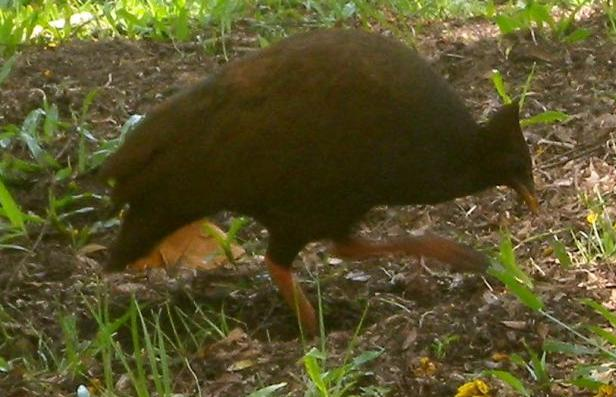
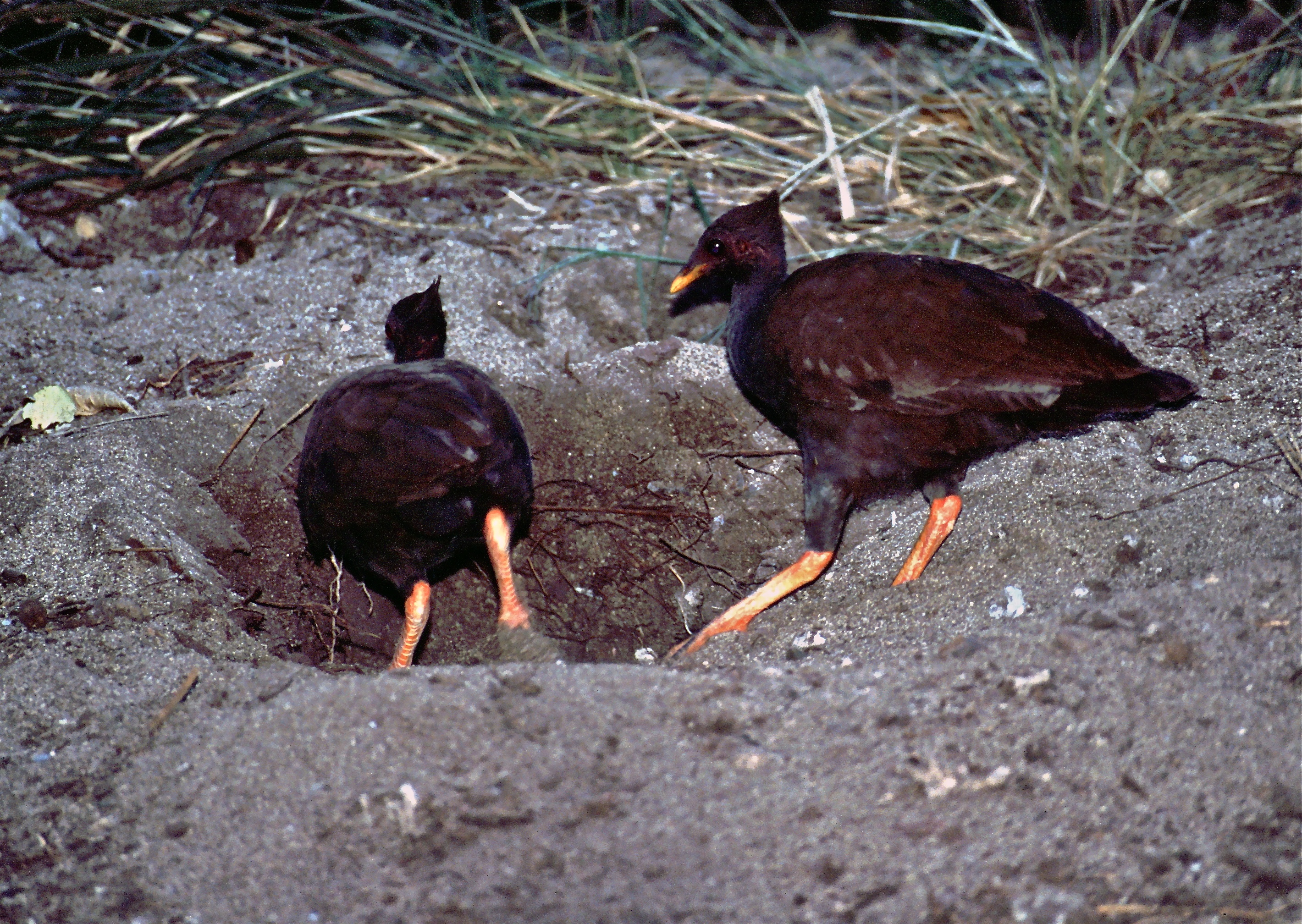
Komodo, Indonésie